# Magnetoterapia
La magnetoterapia (o elettromagnetoterapia) è un genere di terapia alternativa che utilizza campi magnetici di vario genere. Coloro che attuano questa pratica affermano che sottoporre determinate parti del corpo a bassi campi magnetici prodotti da magneti produrrebbe effetti benefici sulla salute.
Tuttavia non vi è alcuna prova scientifica che la terapia con magneti o con elettromagneti sia efficace o produca effetti sulle funzioni nervose, sulla crescita cellulare, sul flusso sanguigno, sulla frattura ossea o sul dolore. Anche i noti studi rinascimentali di Paracelso sui pretesi effetti su epilessia, diarrea ed emorragia non paiono confermati da riscontri scientifici.
La magnetoterapia non va confusa con lo studio e l'eventuale applicazione degli effetti che campi magnetici di forte intensità hanno sul corpo umano.

## Storia
Lo studio delle interazioni dei campi magnetici con la salute umana è di origini antichissime per quanto l'effetto dei magneti permanenti sulla vita umana abbia una valenza molto limitata e più che altro psicologica.
I primi riferimenti compiuti nell'utilizzo di magneti permanenti per la cura di patologie umane possono essere fatti risalire al mesmerismo della fine '700, inizio '800. Dimostrata l'infondatezza degli effetti terapeutici vantati da Franz Anton Mesmer la magnetoterapia per lungo tempo è stata considerata appannaggio soprattutto di ciarlatani. La ricerca è comunque proseguita, soprattutto dopo la Seconda guerra mondiale, focalizzandosi sugli effetti biologici dei campi elettrici e magnetici. Alcune ricerche hanno attribuito a campi magnetici a bassa energia un effetto benefico nei processi di riparazione dei tessuti. L'eventuale effetto biologico non è chiaramente distinto dagli effetti soprattutto termici indotti da campi elettromagnetici prodotti da radiofrequenza o analoghe onde elettromagnetiche.
Un salto in avanti in questo campo fu compiuto grazie agli studi sulle proprietà elettrochimiche e piezoelettriche dei tessuti e nella introduzione di strumenti di indagine basati su forti campi magnetici, risonanza magnetica nucleare, di cui si è dovuto cercare eventuali effetti collaterali positivi o negativi.

## Tipologie di applicazione
Si possono distinguere tre tipi di magnetoterapia:
- statica;
- a bassa frequenza;
- ad alta frequenza.

### Magnetoterapia statica
La magnetoterapia basata sui campi magnetici statici, a campo stabile, è considerata una pseudoscienza, sia perché non è una teoria plausibile e conciliabile con la fisica e con la biologia, sia per la mancanza di effetti positivi accertati per la salute.
L'emoglobina è debolmente diamagnetica ed è respinta dai campi magnetici. I magneti usati sono tuttavia troppo deboli in termini di forza per avere un minimo effetto misurabile sul flusso del sangue.
In magnetoterapia la forza del campo magnetico (induzione magnetica) viene espressa in Gauss:
- 1 Gauss = 0,00001 Newton / Ampére metro
- 1 Tesla = 10.000 Gauss

Il flusso magnetico viene espresso come rapporto tra l'induzione magnetica e l'area della superficie perpendicolare all'induzione magnetica, e la sua unità di misura è il Weber: 1 Weber = 1 Newton / Ampére · metro
I magneti utilizzati in magnetoterapia a campo stabile vengono classificati in base all'intensità magnetica:
- molto bassa: 100-300 Gauss (cc);
- bassa: 300-700 Gauss (cc);
- media: 1000-2500 Gauss (cc);
- alta: 3000-6000 Gauss (cc);
- massima: 7000-12300 Gauss (cc).

Generalmente la durata dei magneti è illimitata, salvo quelli in ferrite o in caso di deliberate operazioni di surriscaldamento del magnete a temperature prossime, pari o superiori al punto di Curie dei materiali di cui sono composti (sempre superiori a 300 °Celsius).

### Elettromagnetoterapia

#### Magnetoterapia a bassa frequenza
La magnetoterapia a bassa frequenza consiste nell'applicare, tramite un solenoide attraversato da una corrente elettrica pulsante (cioè composta esclusivamente di semionde dello stesso segno), un campo elettromagnetico. Viene indicata anche con l'acronimo PEMF, dall'inglese "pulsed electromagnetic fields". In italiano tale applicazione viene indicata come CEMP "campi elettromagnetici pulsati". Tali apparecchiature sono regolabili in base alla potenza espressa in Gauss e la frequenza in Hertz.
I sostenitori della pratica evidenziano l'importanza che avrebbe la costanza delle applicazioni nel determinare la sua efficacia e sostengono che la magnetoterapia a bassa frequenza, dal momento che agirebbe a livello cellulare, creando un micromassaggio interno ad ogni cellula che faciliterebbe l'eliminazione dei rifiuti metabolici, sarebbe utile nell'ambito di una vasta casistica, in particolare laddove i tessuti siano più ricchi d'acqua.
I sostenitori della pratica la ritengono a loro dire indicata in casi artrite, artrosi, asma, atrofia muscolare, cefalea, distorsioni, fratture, osteoartropatia, tendinite, e prostatite, e controindicata in caso di cancro; tuttavia non vi è alcuna evidenza scientifica o clinica della sua presunta efficacia.

##### Tecnica
L'apparecchiatura utilizzata è costituita da uno stadio oscillatore che eroga un'onda quadra o rettangolare la cui frequenza è selezionabile o fissa, solitamente tra i 5 e i 100 Hertz. Lo stadio oscillatore è comandato da un timer, che consente di programmare la durata dell'applicazione, e a sua volta pilota uno stadio di potenza, generalmente costituito da uno o più mosfet, che consente di inviare una corrente dell'ordine di almeno 1 ampere nel solenoide utilizzato per generare il campo magnetico.
È utile che sia presente anche un sensore ad effetto Hall per verificare l'effettiva presenza del campo magnetico, e la sua polarità.

#### Magnetoterapia ad alta frequenza
La magnetoterapia ad alta frequenza, nota anche come magnetoterapia a radio frequenza, si basa sull'emissione di onde radio di frequenze comprese tra i 18 e i 900 MHz in brevi impulsi. I sostenitori affermano che tali onde radio avrebbero la capacità di migliorare la risposta immunitaria delle singole cellule, aiutandole a ritrovare un opportuno "equilibrio". Inoltre, sempre a loro dire e senza che tali risultati siano stati dimostrati in letteratura scientifica, la magnetoterapia ad alta frequenza fluidificherebbe il sangue, migliorando la circolazione, e attenuerebbe le infiammazioni. Secondo i sostenitori della magnetoterapia gli impulsi di AF avrebbero inoltre la caratteristica di ripristinare la corretta polarizzazione della membrana cellulare aiutando la cellula a superare uno stato di eccessiva depolarizzazione.
Anche per questa versione della magnetoterapia, non esistono né prove scientifiche né cliniche di efficacia.

##### Tecnica
La magnetoterapia ad alta frequenza consiste nell'applicare onde radio a larghissimo spettro, da pochi MegaHertz fino al Ghz, con potenze intorno ad 1 W, in impulsi brevissimi (90-100 microsecondi) ripetuti da 40 a 2500 volte al secondo. Quindi, per esemplificare, una frequenza impulsiva di 2500 Hz corrisponde a un'erogazione di alta frequenza di 100 microsecondi seguita da una pausa di 300, con un duty cycle del 25%.

## Utilizzo
A volte erroneamente confusa con il biomagnetismo o con la elettrostimolazione, la magnetoterapia avrebbe, secondo i sostenitori, numerosi campi e numerose modalità di applicazione, ma opererebbe principalmente nella regolarizzazione dell'equilibrio elettrochimico della cellula e restaurando la corretta permeabilità della membrana cellulare; a questo fine le zone interessate da patologie muscolari, articolari, ossee e tissutali in genere, verrebbero sottoposte a irradiazioni mirate.
La magnetoterapia è controindicata per i portatori di stimolatori cardiaci pacemaker e apparecchiature elettroniche in quanto potrebbe interferire con esse, e secondo i praticanti sarebbe controindicata in presenza di patologie neoplastiche, in quanto ne accelererebbe lo sviluppo, potrebbe avere effetti di vasodilatazione e viene sconsigliata in caso di insufficienza coronarica, disturbi ematologici o vascolari, alterazioni funzionali organiche, psicopatologie, epilessia, alcune malattie infettive, micosi, iperfunzione tiroidea, sindromi endocrine, tubercolosi e gravidanza.

## Studi sull'efficacia e critiche
Nel 2002 un report della National Science Foundation evidenziò come la magnetoterapia non abbia basi scientifiche.
Le affermazioni di numerosi venditori della magnetoterapia si basano su un linguaggio pseudoscientifico e New Age, e non sono supportate da risultati scientifici o studi clinici.
La maggior parte delle critiche concettuali mosse nei confronti della magnetoterapia sono relative ai seguenti aspetti:
- I tipici magneti usati producono un insufficiente campo magnetico così da non potere avere alcun effetto su muscoli, sangue, ossa o altri organi[22].
- Alcuni produttori di apparecchi per la magnetoterapia affermano che il campo magnetico aiuterebbe a fare circolare il sangue interagendo con il ferro contenuto nell'emoglobina. Tuttavia in merito non vi è alcuna evidenza scientifica. Inoltre questo assunto non tiene in considerazione il fatto che il ferro interagisce coi campi magnetici solo quando si trova in uno stato solido cristallino e dal momento che il ferro contenuto nel corpo si trova solo ed esclusivamente in forma ionica solubilizzata nei liquidi biologici non è in grado di risentire della forza che dovrebbe indurre il campo magnetico.
- Non vi è evidenza scientifica che i magneti siano in grado di restaurare la bilancia dell'energia elettromagnetica del corpo umano.
- Persino con i molto più potenti campi magnetici utilizzati nell'Imaging a risonanza magnetica si rilevano effetti nulli o poco significativi[28].
- Molti dei siti che promuovono la magnetoterapia appartengono a persone o aziende che traggono profitto dalla vendita di prodotti magnetoterapici.

In un test randomizzato condotto dall'Energy Medicine Developments, Inc. e pubblicato in Alternative Therapies in Health and Medicine nel 2003 si sostiene che l'elettromagnetismo abbia avuto "piccoli" effetti benefici in pazienti con sclerosi multipla anche se gli stessi autori segnalano che i risultati avrebbero la necessità di essere replicati per essere presi in considerazione. Nel 2006/2007 una review sistematica condotta dalla Cochrane Collaboration non riscontrò alcuna prova che la terapia elettromagnetica fosse utile nella cura di lesioni da pressione o di ulcera varicosa.